# 格朗日德韦夫尔
格朗日德韦夫尔（法語：Grange-de-Vaivre，法語發音：[ɡʁɑ̃ʒ də vɛvʁ]）是法国汝拉省的一个市镇，属于多勒区。

## 地理
格朗日德韦夫尔（47°0'10"N, 5°50'27"E）面积1.74 平方千米，位于法国勃艮第-弗朗什-孔泰大區汝拉省，该省份为法国东部内陆省份，北起上索恩省，西北接科多尔省，西临索恩-卢瓦尔省，南至安省，东与杜省和瑞士接壤。
与格朗日德韦夫尔接壤的市镇（或旧市镇、城区）包括：卢河畔雷恩、菲略斯河畔拉沙佩勒、帕尼奥、莱内港。

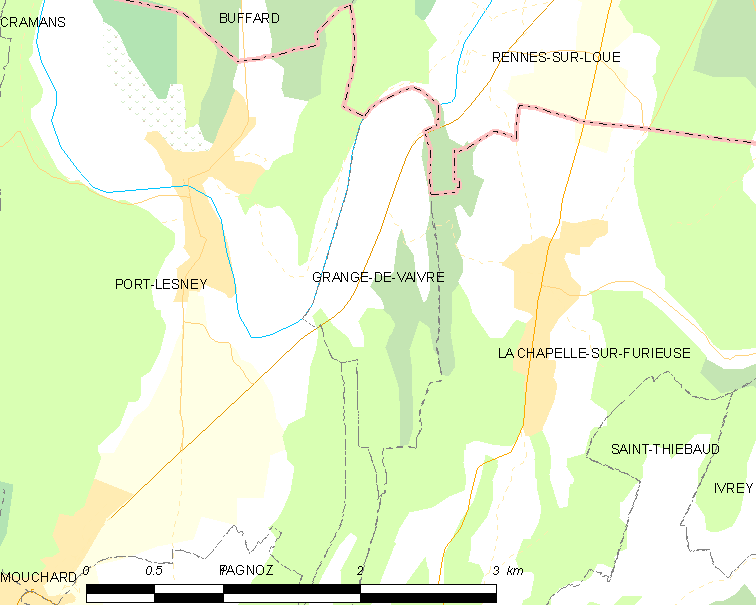
格朗日德韦夫尔的OSM定位图

格朗日德韦夫尔的时区为UTC+01:00、UTC+02:00（夏令时）。

## 行政
格朗日德韦夫尔的邮政编码为39600，INSEE市镇编码为39259。

## 政治
格朗日德韦夫尔所属的省级选区为蒙苏沃德雷县。

## 人口

1962-2008年间格朗日德韦夫尔人口变化图示

格朗日德韦夫尔于2022年1月1日时的人口数量为45人。